# Frente Unido Nacional por la Democracia contra la Dictadura

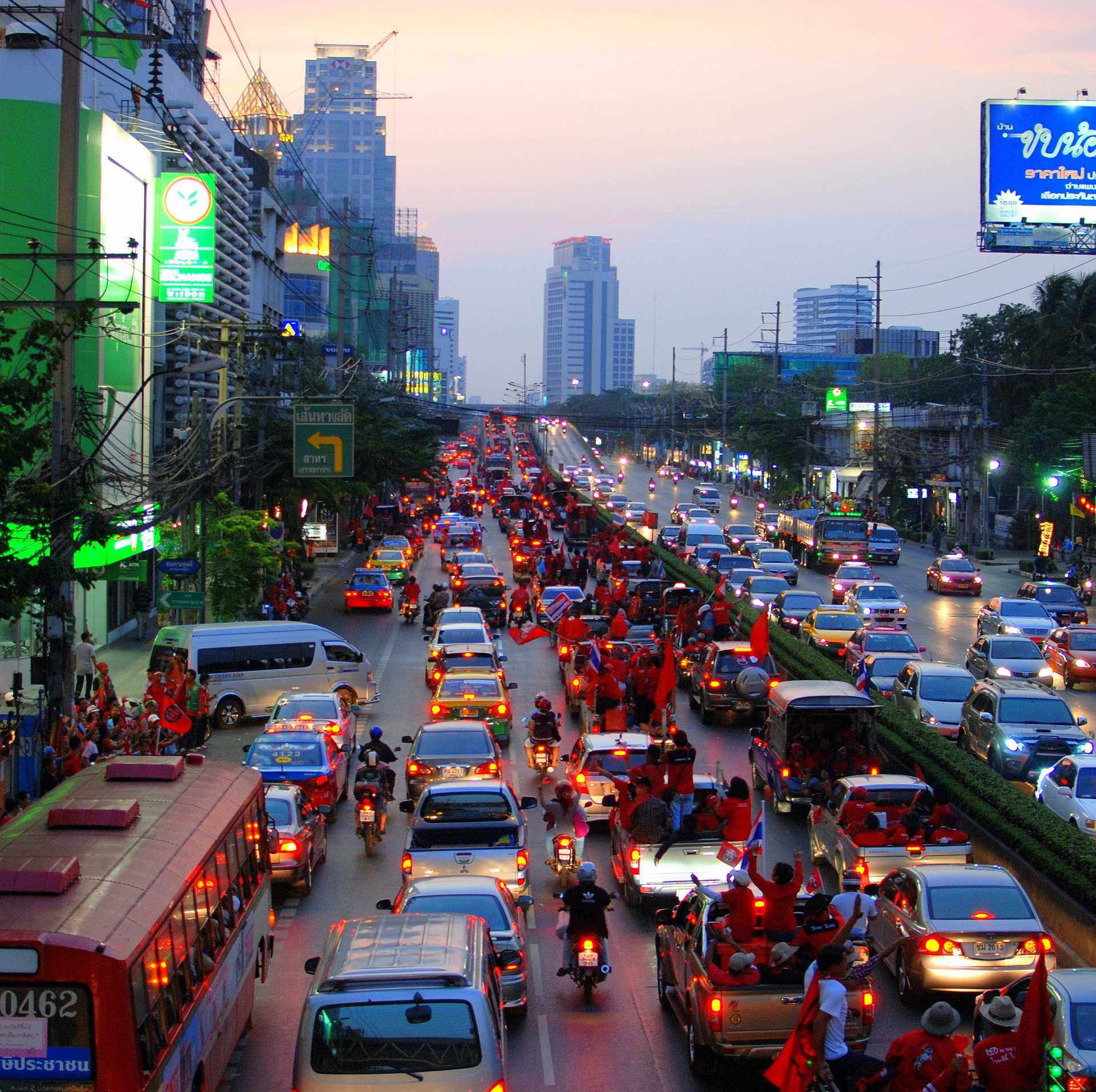
Marcha de los Camisas Rojas el 20 de marzo de 2020

El Frente Unido Nacional por la Democracia contra la Dictadura (FUNDD) (en tailandés: แนวร่วม ประชาธิปไตย ต่อต้าน เผด็จการ แห่ง ชาติ; นปช.), conocidos comúnmente como "Camisas Rojas" por llevar prendas de este color, es un grupo de presión política de Tailandia, opuesto a la Alianza Popular por la Democracia y vinculado al ex primer ministro Thaksin Shinawatra.
Notables líderes del FUNDD son Veera Musikapong, Nattawut Saikua, Ditthapichai Charan y Weng Tohjirakarn. Los aliados del FUNDD son el Pheu Thai, en la oposición al gobierno de coalición formado a finales de 2008 tras la grave crisis política tailandesa de ese año que arrastró con el cese de dos primeros ministros y el nombramiento de Abhisit Vejjajiva como jefe del gobierno, con el apoyo de la Alianza Popular por la Democracia.
El origen de los Camisas Rojas se encuentra en el golpe de Estado de 2006 que derrocó al gobierno de Thaksin Sinawatra. Los partidarios del depuesto primer ministro, la mayoría de la población humilde y campesina, se agruparon entonces en la oposición a la dictadura en el grupo Alianza Democrática contra la Dictadura y el Pueblo del Sábado Contra la Dictadura, después convertidos en el Frente Unido Nacional por la Democracia contra la Dictadura.
Los Camisas Rojas consideran ilegítimo el gobierno de Abhisit Vejjajiva por estar, a su juicio, bajo la tutela del ejército tailandés que derrocó a Thaksin y formó el gobierno interino de militares que redactaría la Constitución de 2007 por la que se rige desde entonces el país.
El FUDD exige que el Parlamento tailandés dimita y que se realicen nuevas elecciones generales. Acusan a la elite del país -los militares, el poder judicial, algunos miembros del Consejo Privado del Rey, y otros funcionarios no electos- de minar la democracia al interferir en la política. 
El Frente Unido detuvo sus protestas tras las elecciones generales de 2007, que dieron la victoria al Partido del Poder del Pueblo, fuerza política donde se agrupaban muchos del los miembros del ilegalizado por la junta militar golpista, Thai Rak Thai. Así, Samak Sundaravej, su líder, fue nombrado primer ministro.
Pero pronto se desató una grave crisis política en la que los defensores del golpe de Estado, agrupados en torno a la Alianza Popular por la Democracia, (llamados Camisas Amarillas), consiguieron derrocar el gabinete, al tiempo que el Tribunal Constitucional de Tailandia inhabilitó al primer ministro Somchai Wongsawat, también apoyado por los Camisas Rojas e ilegalizó varios de los partidos que apoyaban el gobierno (Partido del Poder del Pueblo, Chart Thai y Matchimathipatai).
A finales de 2008, un Parlamento donde sólo quedaban los partidos vinculados a las élites del país y a los militares, eligieron como nuevo primer ministro a Abhisit Vejjajiva. A partir de ese momento, pero en especial en 2010, los Camisas Rojas desarrollaron una intensa labor de ocupación de Bangkok para derrocar al nuevo gobierno, provocando una nueva crisis.
El FUDD desarrolló sus principales manifestaciones contra el gobierno en abril de 2009, lo que dio lugar a enfrentamientos violentos con las fuerzas militares, y en marzo y abril de 2010. El 3 de abril de 2010, el grupo comenzó una concentración masiva en el distrito financiero y de negocios de Bangkok.
El FUDD pide, además, la sustitución de la conocida como Ammatayathipata o política aristocrática o de palacio, llamada así a la que se practica en entornos reducidos de los ámbitos de poder por funcionarios, políticos y militares. En este sentido, las más duras críticas se dirigieron contra Prem Tinsulanonda, el presidente del Consejo Privado Real, al que el propio Thaksin acusó de haber instigado el golpe de Estado de 2006. Esta postura les ha valido que se les tache de antimonárquicos.
Por último, el Frente Unido aboga por la derogación de la Constitución de 2007, y el retorno de la de 1997.